# Bulbophyllum bootanense
Bulbophyllum bootanense là một loài phong lan thuộc chi Bulbophyllum.